# SV Schott Jena (szachy)
SV Schott Jena – niemiecki klub szachowy z siedzibą w Jenie.

## Historia
W 1881 roku został założony klub pod nazwą Jenaer SC, później funkcjonujący jako SK Jena 1881. Pięć lat później ten klub został członkiem turyńskiego związku szachowego. W ramach działalności klub rozgrywał mecze towarzyskie i korespondencyjne. Gośćmi klubu przed II wojną światową byli m.in. Richard Réti, Ernst Grünfeld, Jefim Bogolubow i Aron Nimzowitsch. W 1933 roku nastąpiło połączenie SK Jena 1881, SF Jena i Schachgilde im DHV. W ten sposób powstał klub SV Jena, przemianowany rok później na SK Jena.
W 1946 roku w Jenie powstał klub szachowy Ernst Abbe Jena. W 1949 roku został on wcielony do BSG Motor Carl Zeiss Jena jako sekcja szachowa. W 1952 roku zespół wygrał Landesklasse i awansował do DDR-Ligi. W sezonie 1953 zespół zajął trzecie miejsce w mistrzostwach NRD, w kolejnym roku był czwarty, a w sezonie 1955 – ósmy. Następnie wskutek reorganizacji rozgrywek klub uczestniczył w Oberlidze (wówczas drugi poziom), którą wygrał w 1956 roku. Od 1959 roku zespół występował w DDR-Lidze (drugi poziom). W 1963 roku klub spadł do Bezirksligi, a w 1970 roku wygrał baraże o awans do DDR-Ligi. Zespół występował na drugim poziomie rozgrywek do końca funkcjonowania wschodnioniemieckiego systemu ligowego, tj. do 1991 roku. Indywidualnie w okresie NRD trzykrotnie szachiści klubu zdobywali mistrzostwo NRD w szachach korespondencyjnych: Wolf Dannberg (1958), Gerhard Richter (1965) i Werner Schlachetka (1984).
Po zjednoczeniu Niemiec klub przybrał nazwę SV Carl Zeiss Jena i rozpoczął rozgrywki od niemieckiej Thüringen-Ligi, z której uzyskał awans do Oberligi (trzeci poziom) w 1993 roku. W czerwcu 1994 roku klub został wcielony do SV Jenaer Glas. W 1997 roku zespół spadł z Oberligi, wrócił do niej na sezon 1999/2000 i lata 2002–2005. W trakcie sezonu 2007/2008 nastąpiła zmiana nazwy klubu na SV Schott Jena. Od 2009 roku klub ponownie uczestniczył w rozgrywkach Oberligi. W 2015 roku spadł z trzeciego poziomu rozgrywkowego.